# إلكا فيليانن
إلكا فيليانن هو صحفي وسياسي فنلندي، ولد في 12 ديسمبر 1960. نشط حزبياً في حزب الائتلاف الوطني الفنلندي. في 2012 Lahti municipal election ‏، انتخب عضو مجلس بلدية ‏ وانتخب عضو برلمان فنلندا ‏.